# Steven Matebo Cheptot
Steven Matebo Cheptot (* 30. März 1974) ist ein ehemaliger kenianischer Marathonläufer.
2001 wurde er Achter beim Turin-Marathon und Fünfter beim Amsterdam-Marathon. Im Jahr darauf wurde er jeweils Zweiter beim Rom-Marathon und beim Marathon de la Baie du Mont Saint-Michel und wurde mit seiner persönlichen Bestzeit von 2:07:59 h Dritter in Amsterdam. 2003 wurde er Siebter und 2004 Fünfter beim Rotterdam-Marathon. 
2005 gelang ihm ein Sieg beim Prag-Marathon. Nach einem zwölften Platz beim Eindhoven-Marathon desselben Jahres kehrte er 2006 nach Prag zurück und wurde Vierter.